# Горица (Шипово)
Горица је насељено мјесто у општини Шипово, Република Српска, БиХ. Према попису становништва из 1991. у насељу је живјело 27 становника.

## Становништво
| Националност       | 1991. | 1981. | 1971. | 1961. |
| Срби               | 27    | 43    | 104   | 107   |
| остали и непознато |       |       | 1     |       |
| Укупно             | 27    | 43    | 105   | 107   |

| Демографија | Демографија | Демографија |
| Година      | Становника  | Становника  |
| ----------- | ----------- | ----------- |
| 1961.       | 107         |             |
| 1971.       | 105         |             |
| 1981.       | 43          |             |
| 1991.       | 27          |             |

### Презимена
- Војиновић, Срби[2]
- Вујић, Срби[2]
- Девић, Срби[2]
- Јандрић, Срби[2]
- Лончар, Срби[2]
- Максимовић, Срби[2]
- Миловац, Срби[2]
- Нишић, Срби[2]
- Тркуља, Срби[2]